# Georg Birukow
Georg Birukow (São Petersburgo, 25 de setembro de 1910 – Stuttgart, 17 de janeiro de 1985) foi um zoólogo alemão.

## Vida
Birukow obteve um doutorado em zoologia em 1937. Trabalhou na Universidade de Friburgo (Alemanha), onde obteve a habilitação em 1949, foi em 1955 privatdozent da Universidade de Göttingen.
Foi membro da Academia de Ciências de Göttingen (1961), da Academia Leopoldina (1962) e da Academia de Ciências de Nova York (1963).

## Publicações
- Untersuchungen über den optischen Drehnystagmus und über die Sehschärfe des Grasfrosches (Rana temporaria). Dissertation, Berlin 1937; auch in: Zeitschrift für vergleichende Physiologie. Band 25, Heft 1, S. 92–142
- Vergleichende Untersuchungen über das Helligkeits- und Farbensehen bei Amphibien. Stürtz, Würzburg 1950, auch in: Zeitschrift für vergleichende Physiologie, Band 32, S. 348–382, zugleich: Freiburg, Naturwissenschaftlich-mathematische Fakultät, Habilitationsschrift v. 30. Juli 1949
- Tages- und jahreszeitliche Orientierungsrhythmik beim Wasserläufer Velia currens F. (Heteroptera). In: Naturwissenschaften, Band 44, Heft 12, 1957, S. 358 f., ISSN 0028-1042
- Über den Einfluss barometrischer Luftdruckschwankungen auf die Phototaxis des Kornkäfers Calandra granaria L. In: Nachrichten der Akademie der Wissenschaften in Göttingen, Jahrgang 1964, Nr. 18, S. 248–254, Göttingen 1964
- com Hans-Jürgen Lang: Lunarperiodische Schwankungen der Farbempfindlichkeit beim Guppy (Lebistes reticulatus). In: Nachrichten der Akademie der Wissenschaften in Göttingen, Jahrgang 1964, Nr. 19, S. 256–262, Göttingen 1964
- com Peter Ax: Aus der Geschichte der Zoologie in Göttingen. In: Verhandlungen der Deutschen Zoologischen Gesellschaft in Göttingen. Leipzig 1966, Band Supplement 30, S. 48–53
- com Ludger Rensing (Hrsg.): Biologische Rhythmen. Kurzfassungen der Vorträge, gehalten aus Anlass des Ferienkolloquiums vom 20.–22. April 1967 in Göttingen. In: Nachrichten der Akademie der Wissenschaften zu Göttingen, Mathematisch-Physikalische Klasse, Jahrgang 1967, Nr. 10, S. 98–145, Göttingen 1967
- Alfred Kühn. 22. April 1885 – 22. November 1968. In: Jahrbuch der Akademie der Wissenschaften in Göttingen. 1968, S. 83–85